# Hanna Fardin
Hanna Fardin (Iran, 18 maggio 1992) è una regista, scrittrice e fotografa iraniana, con un master in studi cinematografici conseguito presso l'Università di Soure.
Ha vasta esperienza nella regia di cortometraggi, spot pubblicitari e nella creazione di contenuti visivi per brand. È inoltre membro del team organizzativo del Surah Short Film Festival (sezione internazionale), dove ha accolto importanti personalità del cinema internazionale. È nota per il suo approccio creativo nella realizzazione di campagne pubblicitarie cinematografiche e nella produzione multimediale per le piattaforme digitali.

## Istruzione
Hanna Fardin è nata il 18 maggio 1992 ed è cresciuta in Iran. Ha studiato regia cinematografica e ha conseguito una laurea in cinematografia, prima di completare gli studi superiori e ottenere un master in studi cinematografici presso l'Università di Surat. Nel corso della sua carriera accademica, ha partecipato a diversi progetti cinematografici e ha prodotto contenuti visivi per numerosi marchi.

## Carriera
Hanna Fardin ha iniziato la sua carriera nella realizzazione di cortometraggi, producendo e dirigendo otto cortometraggi narrativi, oltre a due documentari e contenuti promozionali per brand. Ha partecipato a diversi festival cinematografici, ricevendo premi per il suo lavoro incentrato su tematiche sociali e umanitarie, con particolare attenzione alla salute dei bambini.
Il suo lavoro nel cinema e nei festival include:
- Membro del team organizzativo del Surah Short Film Festival (sezione internazionale).
- Organizzazione di serate cinematografiche in collaborazione con le ambasciate di Paesi Bassi, Francia, Germania e Polonia.
- Accoglienza e traduzione di personalità del cinema internazionale, tra cui Andrzej Bednarek (professore alla Lutz Film School in Polonia) e Angela Hart (membro della giuria dell'Oberhausen Film Festival in Germania).[3][4][5]

## Pubblicità e produzione mediatica
Oltre al suo lavoro nel cinema, Hanna Fardin ha fondato un gruppo pubblicitario specializzato nella produzione di pubblicità cinematografiche creative, che si concentra su:
- Progettare campagne pubblicitarie utilizzando la narrazione cinematografica.
- Produrre contenuti pubblicitari e creativi per i marchi sulle piattaforme digitali, tra cui Instagram.
- Gestire programmi di reality TV sui social media.
- Offro workshop specializzati su strategie pubblicitarie creative, tra cui il workshop che ho tenuto per il Rizeen Group.

## Premi e riconoscimenti
Hanna Fardin ha ricevuto numerosi premi e riconoscimenti nel campo del cinema e della pubblicità, tra cui:
- Premio del Tehran Short Film Festival per il suo lungometraggio.
- Premio del Festival Regionale del Cortometraggio, con un film incentrato sulla salute dei bambini.

## Didattica e laboratori
Hanna Fardin ha lavorato anche nel campo dell'istruzione, dell'insegnamento:
- Sceneggiatura e regia presso la Soura Academy.
- Inglese nel campo dell'arte e del cinema.
- Conduzione di workshop sulla pubblicità cinematografica e sul marketing digitale.